# Malachiás csodája
A Malachiás csodája (eredeti cím: Das Wunder des Malachias) a hatvanas évek élesen társadalomkritikus nyugatnémet filmjeinek egyik kiemelkedő darabja.
A filmet először a 11. Berlini Nemzetközi Filmfesztiválon mutatták be 1961. július 3-án. Magyarországon 1962. november 15-én került mozikba, majd 1963. március 17-én a Magyar Televízió is bemutatta.

## Történet
Egy nyugatnémet városban közvetlenül egy templom mellett áll az Éden bár nevű mulató, ahol harsány és frivol mulatozás folyik nap, mint nap. Megelégeli ezt Malachias páter. Imáját meghallgatja az Úr, és a lokált egyik napról a másikra eltünteti vendégestül, mindenestül, így a mulató egy északi-tengeri szigetre kerül. Azonban ahelyett, hogy a világ a csoda hatására erkölcsileg megtisztulna, a sajtó és a reklám kihasználja a szenzációt: jövedelmező üzletet csinál az isteni  csodából.

## Szereplők
| Szereplő         | Színész            | Magyar hang   |
| ---------------- | ------------------ | ------------- |
| Malachios atya   | Horst Bollmann     | Zenthe Ferenc |
| Dr. Erwin Glass  | Richard Münch      | Kállai Ferenc |
| Helga Glass      | Christiane Nielsen | Kállay Ilona  |
| Rudolf Reuschel  | Günter Pfitzmann   | Pálos György  |
| Gussy            | Brigitte Grothum   | Vetró Margit  |
| Nelly Moorbach   | Karin Hübner       | Domján Edit   |
| Christian Krüger | Pinkas Braun       | Kálmán György |
| Reuschel püspök  | Kurt Ehrhardt      | Egri István   |
| Canon Kleinrath  | Kurt Lauermann     | Horváth Jenő  |
| Merz plébános    | Günter Strack      | Bodrogi Gyula |